# Lijstaanvoerders blocks Dutch Basketball League
Deze pagina bevat alle lijstaanvoerders in blocks per wedstrijd in de Dutch Basketball League (ook bekend als de Eredivisie). De speler die aan het eind van een Dutch Basketball League-seizoen het hoogste gemiddelde blocks per wedstrijd had kreeg deze titel.

## Lijstaanvoerders
| Seizoen | Speler                | Pos. | Nat.                      | Team                     | Stad             | Blocks | BPW |
| ------- | --------------------- | ---- | ------------------------- | ------------------------ | ---------------- | ------ | --- |
| 2005–06 | Ransford Brempong     | PF   | Vlag van Canada           | Matrixx Magixx           | Nijmegen         | 72     | 2.8 |
| 2006–07 | Ransford Brempong (2) | PF   | Vlag van Canada           | Matrixx Magixx           | Nijmegen         | 90     | 2.4 |
| 2007–08 | Darnell Wilson        | SF   | Vlag van Verenigde Staten | Landstede Basketbal      | Zwolle           | 46     | 1.3 |
| 2008–09 | Ransford Brempong (3) | PF   | Vlag van Canada           | Hanzevast Capitals       | Groningen        | 53     | 1.4 |
| 2009–10 | James Hughes          | PF   | Vlag van Verenigde Staten | Matrixx Magixx           | Nijmegen         | 54     | 1.7 |
| 2010–11 | Marcel Aarts (2)      | C    | Vlag van Nederland        | EiffelTowers Den Bosch   | 's-Hertogenbosch | 50     | 1.4 |
| 2011–12 | Avis Wyatt            | PF   | Vlag van Verenigde Staten | GasTerra Flames          | Groningen        | 40     | 1.4 |
| 2012–13 | Berend Weijs          | PF   | Vlag van Nederland        | BC Apollo                | Amsterdam        | 99     | 2.8 |
| 2013–14 | Berend Weijs (2)      | PF   | Vlag van Nederland        | BC Apollo                | Amsterdam        | 71     | 2.0 |
| 2014–15 | Will Felder           | PF   | Vlag van Verenigde Staten | Zorg en Zekerheid Leiden | Leiden           | 31     | 1.4 |
| 2015–16 | Chase Fieler          | PF   | Vlag van Verenigde Staten | Donar                    | Groningen        | 46     | 1.8 |
| 2016–17 | Drew Smith            | C    | Vlag van Verenigde Staten | Donar                    | Groningen        | 39     | 1.4 |